# Mediespanarna
Mediespanarna är ett svenskt poddradioprogram som leds av medievetarna Erik Lindenius och Jesper Enbom, verksamma vid Umeå universitet. Avsnitten är oftast mellan 30 och 60 minuter långa, kommer ut veckovis samt avhandlar ämnen kopplade till medier, kommunikation och populärkultur. Innehållet är i huvudsak medievetenskapligt, men programmet har även gäster från andra vetenskapliga och medierelaterade områden.

## Om programmet
Enligt Mediespanarna själva startades podden den 31 augusti 2011 och har i närmare 500 avsnitt tagit upp frågor "som berör medier och kultur". Podden drivs av Erik Lindenius och Jesper Enbom, som båda är lektorer i medie- och kommunikationsvetenskap vid Umeå universitet och bland annat undervisar på Journalistprogrammet. 
Lindenius disputerade 2009 med avhandlingen Guldgruvan som försvann, en studie av hur konflikter kring en medicinsk biobank i Umeå behandlades i media. Enbom disputerade 2009 med avhandlingen Facket i det medialiserade samhället: En studie av LO:s och medlemsförbundens tillämpning av news management. Han har också skrivit ett kapitel om sportjournalistik i boken "Handbok i journalistforskning". Enbom har tidigare medverkat på bloggen Humtank som beskriver sig själv som en "tankesmedja för forskning och utbildning inom humaniora".
Mediespanarna har flera gånger "samsänts" med besläktade poddar, bland andra Akademipodden från Sveriges unga akademi (i Mediespanarna #164) och Svenska journalistförbundets Journalistpodden (Mediespanarna #301).
I samband med att rapporten "Russia’s strategy for influence through public diplomacy and active measures: the Swedish case" (författad av forskaren Martin Kragh och journalisten Stefan Åsberg på uppdrag av Utrikespolitiska Institutet) presenterades vid Folk och Försvars årliga konferens i Sälen i januari 2017, granskades den, och fick hård kritik, av Mediespanarna. Det ledde till en bredare uppmärksamhet för poddcasten i den svenska mediadebatten, bland annat i tidningarna Journalisten, Resumé och Aftonbladet.    Spanarnas kritik av rapportens vetenskapliga värde presenterades i poddavsnitten #262 Desinformation och #263 Mer desinformation och var det årets mest nedladdade från podden.

## Ämnen i urval
- Avsnitt 06 – Tomas Tranströmer (Gäst: Anders Öhman)
- Avsnitt 34 – Score (Gäst: Orvar Säfström)
- Avsnitt 50 – Det där om barn (Gäst: Elza Dunkels)
- Avsnitt 51 – Vems replik är det egentligen? (Gäst: Magnus Nilsson Mäki, Skuggteatern)
- Avsnitt 60 – Mammas nya TV Head (gäst: Bengt Strömbro)
- Avsnitt 62 – Den stressade professorn (Gäst: Christer Nordlund)
- Avsnitt 68 – Journalistikens kommersialisering (Gäst: Ingela Wadbring)
- Avsnitt 70 – Fotbollsjournalistik (Gäst: Erik Niva)
- Avsnitt 75 – Uppdrag granskning (Gäst: Nicke Nordmark)
- Avsnitt 79 – Om medier (Gäst: Maria-Pia Boëthius)
- Avsnitt 85 – Partiledaren (Gäst: Jonas Sjöstedt)
- Avsnitt 96 – Fascism (Gäst: Lena Berggren)
- Avsnitt 114 – Speljournalistik (Gäst: Michael Gill)
- Avsnitt 121 – Flumskolan (Gäst: Johannes Klenell)
- Avsnitt 123 – Spökhistorier på nätet (Gäst: Jack Werner)
- Avsnitt 131 – EU-valet (Gäst: Magnus Blomgren)
- Avsnitt 143 – Den lyckliga pessimisten (Gäst: Mattias Lundberg)
- Avsnitt 151 – Hen (Gäst: Ann-Catrine Edlund)
- Avsnitt 152 – Alla mina kamrater (Gäst: Martin Soneby)
- Avsnitt 174 – SEMST (Gäst: Aron Flam)
- Avsnitt 176 – TSKNAS (Gäst: Petter Bristav)
- Avsnitt 186 – Unravel (Gäst: Martin Sahlin, Coldwood Interactive)
- Avsnitt 224 – Medierna i P1 (Gäst: Johan Cedersjö)
- Avsnitt 242 – Fråga Lund (i ny tappning)
- Avsnitt 251 – Från Spermaharen till Melodifestivalen (Gäst: David Sundin)
- Avsnitt 258 – Lennart Hyland (Gäst: Petter Bengtsson)
- Avsnitt 262 – Desinformation
- Avsnitt 268 – Den alternativa fascismen (Gäst: Lena Berggren)
- Avsnitt 269 – Vetenskap och Folkbildning (Gäst: Linda Strand, ordförande i VoF)
- Avsnitt 270 – En underbar pod (Gäster: Clara Lidström och Erica Dahlgren)
- Avsnitt 273 – Att kommunicera Gud (Gäst: Kent Wisti)
- Avsnitt 295 – Kritiken mot public service
- Avsnitt 301 – Journalistpodden (Gäst: Jonas Nordling)
- Avsnitt 321 – Kremlvänlig desinformation
- Avsnitt 322 – Aftonbladet kultur (Gäst: Åsa Linderborg, på Littfest 2018)
- Avsnitt 342 – Omgiven av färger (Gäst: Mattias Lundberg)
- Avsnitt 371 – Spelreklam
- Avsnitt 374 – Christchurch
- AVsnitt 381 – Digitalisering (Gäst: Pelle Snickars)
- Avsnitt 386 – Vetandets världar (Gäst: Christer Nordlund)
- Avsnitt 414 – Hälsa i medierna. Live-podd från Humanistens dag vid Umeå universitet.
- Avsnitt 450 – Avplattformera trygga rum
- Avsnitt 454 – Makten över public service
- Avsnitt 460 – Fartrusiga (Gäst: Björn Forsberg)
- Avsnitt 461 – De 22 forskarna
- Avsnitt 463 – Deltagande desinformation
- Avsnitt 468 – Tre konspirationer
- Avsnitt 498 – Liberalismens död, del 1
- Avsnitt 495 – Nyhetsundvikare
- Avsnitt 500 – Minnesdagarna
- Avsnitt 501 – Kommersialiseringen av medierna
- Avsnitt 503 – Vaccinmotståndet i Sverige
- Avsnitt 506 – Universitetskommunikatören
- Avsnitt 508 – Kärnverksamheten
- Avsnitt 523 – Bildning
- Avsnitt 524 – Konfliktbevakning
- Avsnitt 535 – Konfliktbevakning: en fördjupning
- Avsnitt 533 – Monopolets PR-katastrof
- Avsnitt 535 – Sportswashing
- Avsnitt 538 – Plagiat
- Avsnitt 542 – Verkligheten
- Avsnitt 568 – NATO-doxa
- Avsnitt 570 – Mediekritikerna
- Avsnitt 577 – Woke
- Avsnitt 585 – Revolutionens första offer. Om Lina Makbouls erfarenheter av att granska #Metoo
- Avsnitt 591 – Nyhetsvärdering återbesökt
- Avsnitt 598 – Krigsråd
- Avsnitt 600 – Vad var det vi sa!
- Avsnitt 602 – Oansvarig utgivare
- Avsnitt 603 – De banala åsikterna
- Avsnitt 609 – Grävande offentlighet
- Avsnitt 612 – "Yttrandefrihet"
- Avsnitt 615 – Politik och enskilda individer
- Avsnitt 618 – Usla i kriser
- Avsnitt 623 – Roseanna 1965
- Avsnitt 628 – Desinformationsbocken
- Avsnitt 629 – Folkutbytesteorin
- Avsnitt 666 – This is gonna be great Television!